# Grozny
Sölƶa-Ġala
Grozny (russe : Грозный) ou Sölƶa-Ġala (tchétchène : Соьлжа-ГIала, Sueulja-Hala), est la capitale de la Tchétchénie.
Située sur la rivière Sounja (russe : Сунжа ; tchétchène : Соьлжа, Sölƶa), sa population s'élevait à 301 253 habitants en 2019, ce qui fait d'elle la ville la plus peuplée de la République tchétchène. 
Jusqu'en 1870, elle s'appelait Groznaïa (« la Féroce »).

## Géographie
Grozny est située à 87 km à l'est-nord-est de Vladikavkaz, à 155 km à l'ouest-nord-ouest de Makhatchkala, à 608 km au sud de Volgograd et à 1 502 km au sud-sud-est de Moscou.
La route fédérale R217, route reliant la M4 à la frontière avec l'Azerbaïdjan en desservant les villes de Ciscaucasie, passe au sud de la ville.

## Histoire
À l'origine, la forteresse Groznaïa fut construite par le général russe Alexis Iermolov en 1818 et gardait les marches caucasiennes de l’Empire. La ville fut construite autour de ce fort.
En 1869, elle s'appela Grozny (ce même mot « Redoutable », mais au masculin). La ville ne connut son véritable essor qu'à l'époque soviétique.
Dans les années 1990, la capitale fut nommée officieusement « Djokhar-Kala » par les séparatistes tchétchènes, fidèles à leur président Djokhar Doudaïev, assassiné en 1996.
Grozny a subi deux guerres :
- de 1994 à 1996, elle fut attaquée et en grande partie détruite par les bombardements de l'armée fédérale russe pendant la première guerre de Tchétchénie ;
- depuis janvier 2000, Grozny est passée sous le contrôle fédéral russe (voir l'article « Seconde guerre de Tchétchénie »).

Le  gouvernement de Tchétchénie siège aujourd'hui à Grozny.  

Le 9 mai 2004, Akhmad Kadyrov, président pro-fédéral de la Tchétchénie, et le président du Parlement, furent assassiné dans un attentat dû à une mine dissimulée dans la tribune du stade Dynamo lors de la parade célébrant le 59e anniversaire de la victoire sur le nazisme.
Un plan de reconstruction de Grozny et de la Tchétchénie a été adopté par le gouvernement russe, sur une période estimée à 30 ans et les priorités de reconstruction ont été énoncées par le président russe, Vladimir Poutine, lors de son allocution au nouveau Parlement tchétchène le 27 novembre 2005.
Le 14 décembre 2005, le Parlement de Tchétchénie propose de rebaptiser la capitale Grozny en « Akhmat-Kala » (ville d'Akhmat), en hommage à Akhmad Kadyrov. Ramzan Kadyrov, fils d'Akhmad Kadyrov et à l'époque Premier ministre de la Tchétchénie par intérim, rejette cette proposition, parce qu'une avenue de Grozny porte déjà le nom de Kadyrov ainsi qu'une place centrale ornée d’une statue à son effigie.
En janvier 2015, à la suite des attentats contre le journal satirique Charlie Hebdo et la publication de nouvelles caricatures, le Chef de la République tchétchène, Ramzan Kadyrov, appelle à une manifestation anti-française, qui se réunit au pied de la mosquée de Grozny.

### Reconstruction

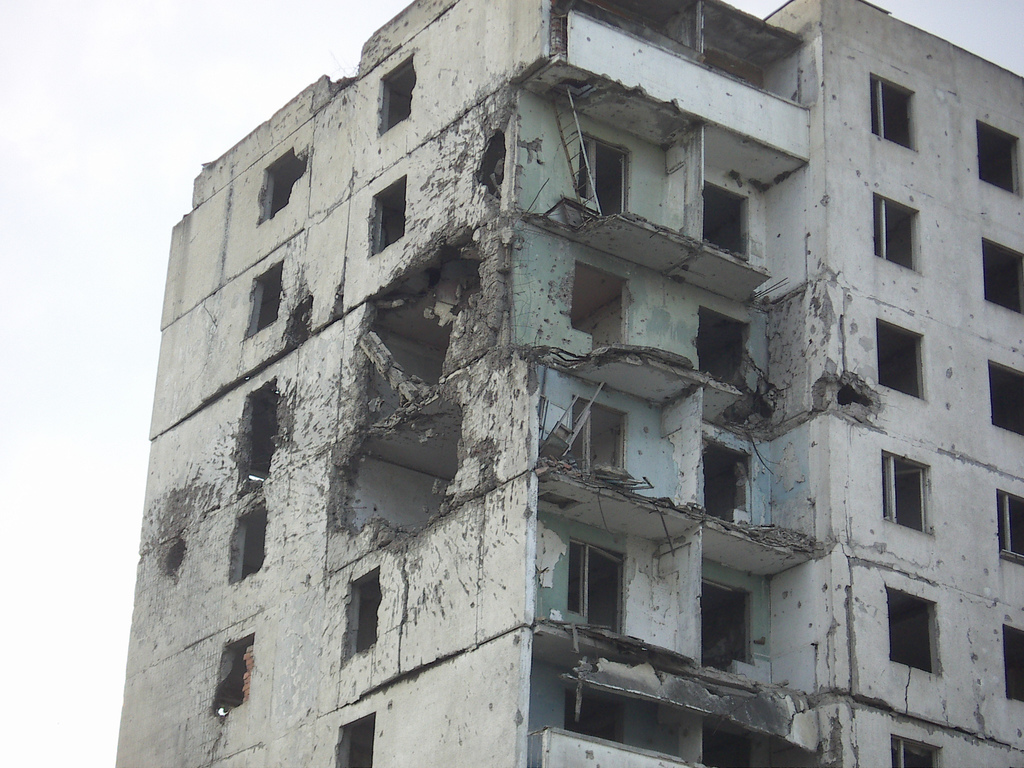
Un immeuble endommagé en 2006.

La ville ayant été détruite par les bombardements russes, depuis le début de 2006, la reconstruction civile et résidentielle de Grozny fut entreprise avec frénésie pour cacher les dévastations de la guerre. En effet, les Nations unies qualifièrent en 2003 Grozny de « ville la plus détruite sur terre » et il n'y avait plus dans la ville aucun immeuble qui n'ait été endommagé.
La reconstruction a été financée en grande partie par des fonds fédéraux russes, mais aussi par la fondation « Kadyrov » dont les capitaux proviennent d'oligarques tchétchènes.
L'aéroport de Grozny (code AITA : GRV), a été rouvert en octobre 2006, entièrement rénové et relié à la capitale par une autoroute. Fin 2007, il ne reste presque plus en ville de traces des deux guerres dévastatrices[réf. nécessaire].

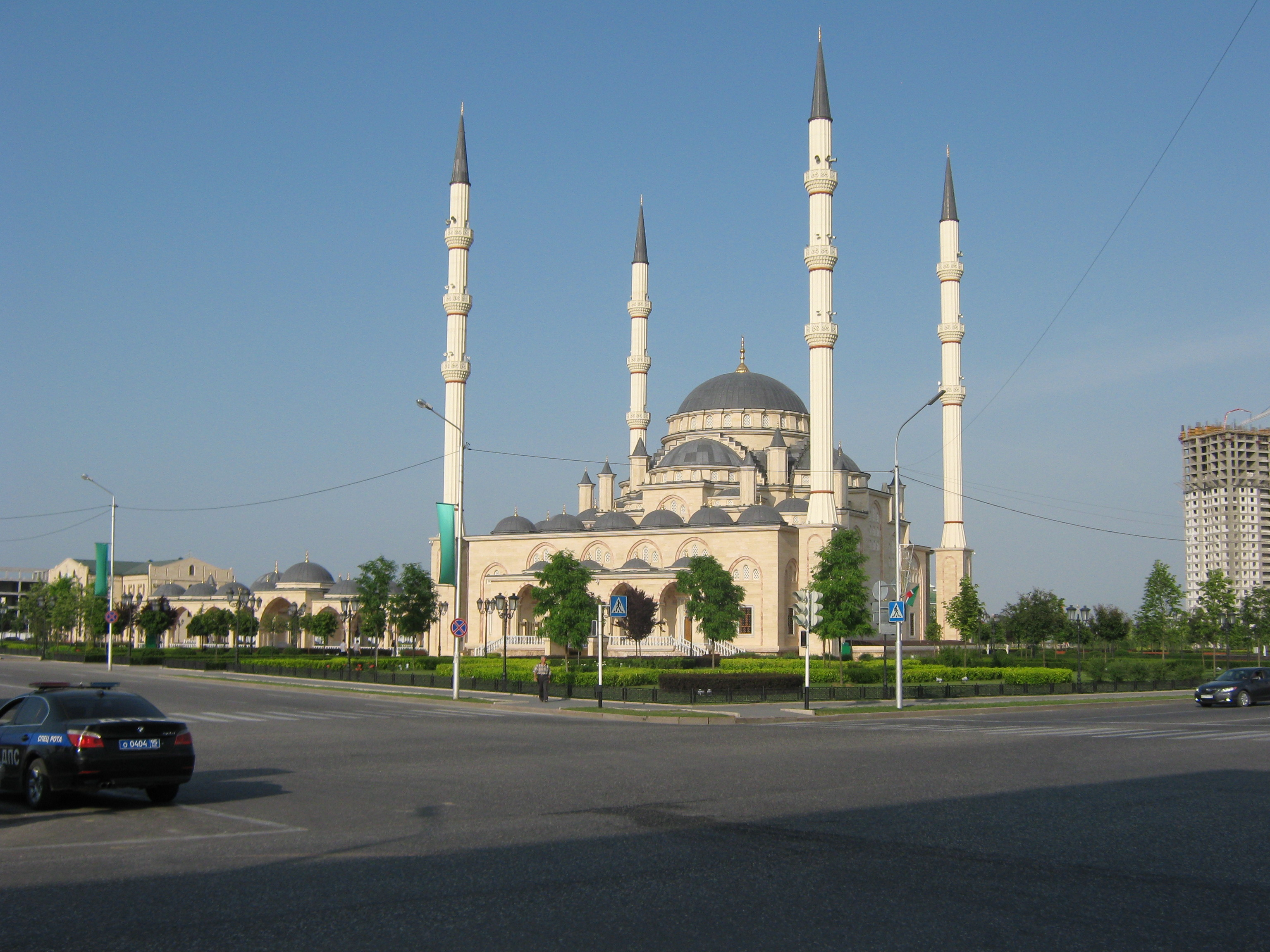
La mosquée Akhmad Kadyrov.

Le point d'orgue de cette reconstruction est l'inauguration en 2008 de l'imposante et impressionnante Mosquée Akhmad Kadyrov qui figure sur le drapeau de la ville.
Dans les années 2010 deux gratte-ciel ont été construits à Grozny dans le cadre du complexe Grozny-City

## Population
Recensements (*) ou estimations de la population :
| 1897*  | 1913   | 1923   | 1926*  | 1939*   |
| ------ | ------ | ------ | ------ | ------- |
| 15 564 | 35 800 | 49 200 | 68 677 | 172 448 |

| 1959*   | 1970*   | 1979*   | 1989*   | 2002*   |
| ------- | ------- | ------- | ------- | ------- |
| 242 068 | 341 259 | 375 326 | 399 688 | 210 720 |

| 2010*   | 2012    | 2013    | 2014    | 2015    |
| ------- | ------- | ------- | ------- | ------- |
| 271 573 | 275 627 | 277 414 | 280 263 | 283 659 |

| 2016    | 2019    | 2022    | - | - |
| ------- | ------- | ------- | - | - |
| 287 410 | 301 253 | 326 439 | - | - |

Pour des raisons techniques, il est temporairement impossible d'afficher le graphique qui aurait dû être présenté ici.

## Galerie

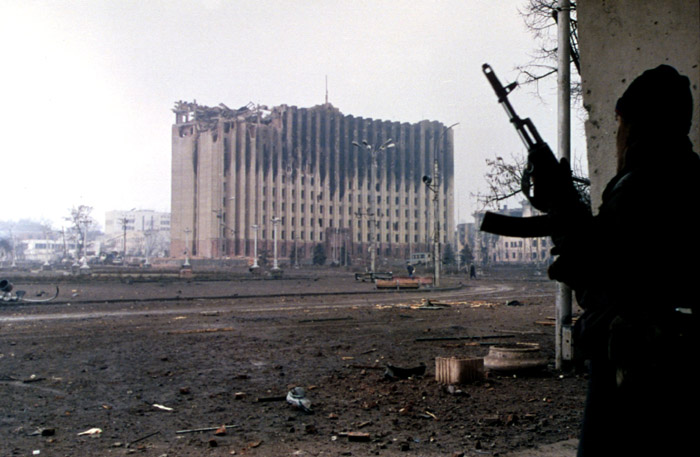
Palais présidentiel de Grozny en ruine en 1995.
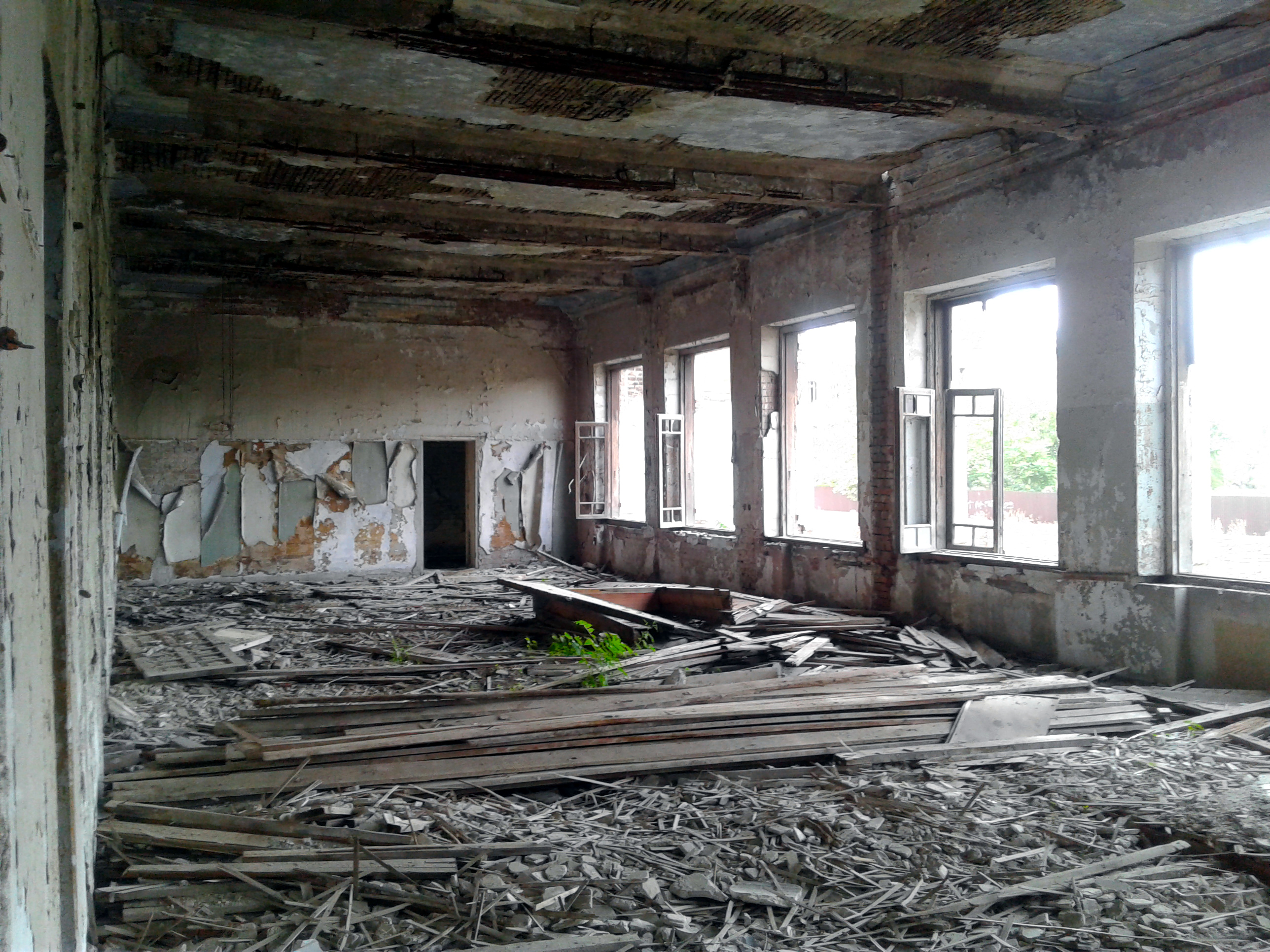
Institut de recherche sur le pétrole en 2020.
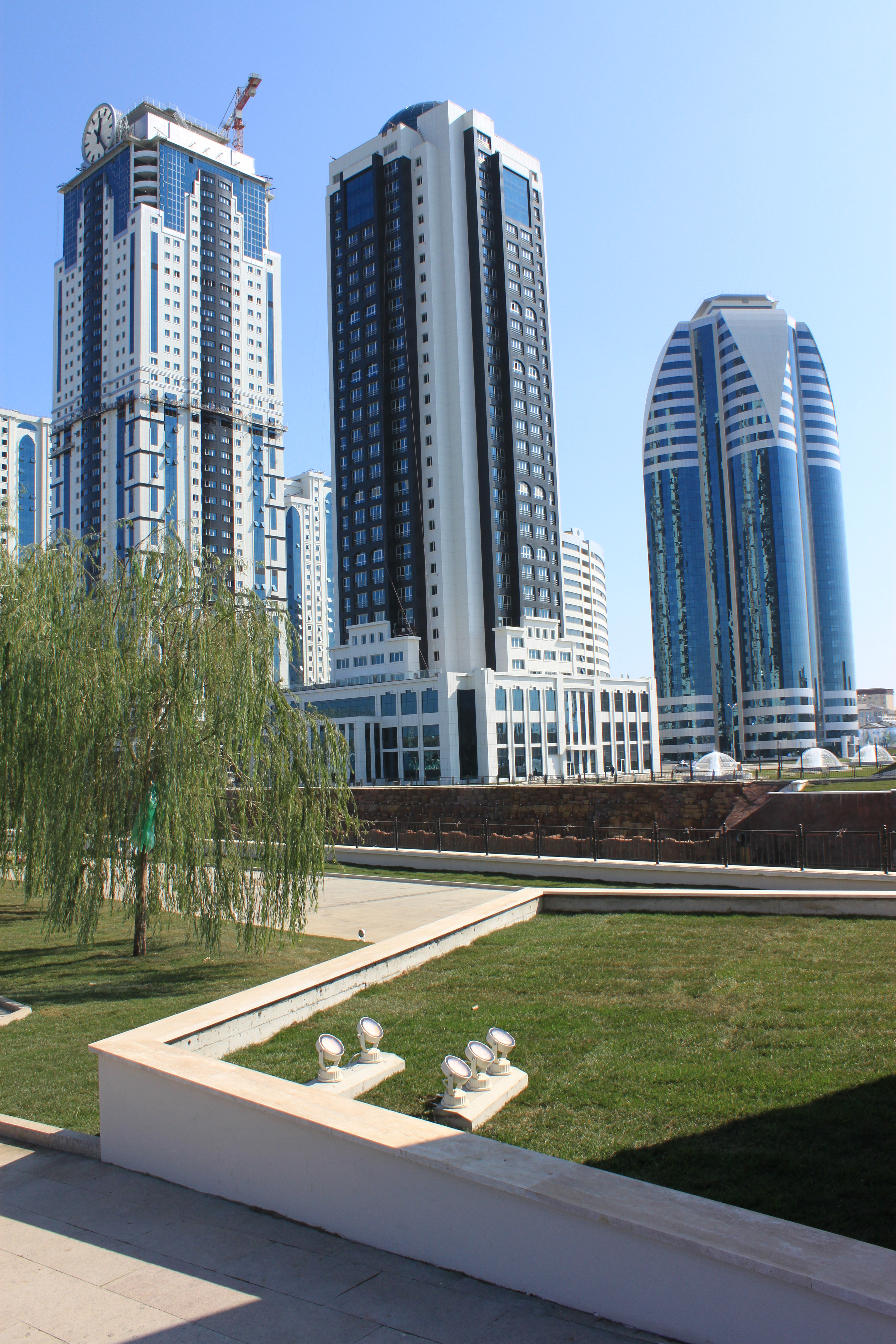
Le nouveau centre de Grozny : Grozny City.
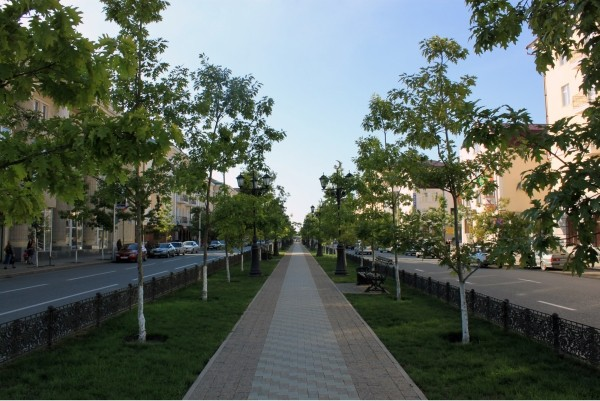
Grozny : la rue Kadyrov.
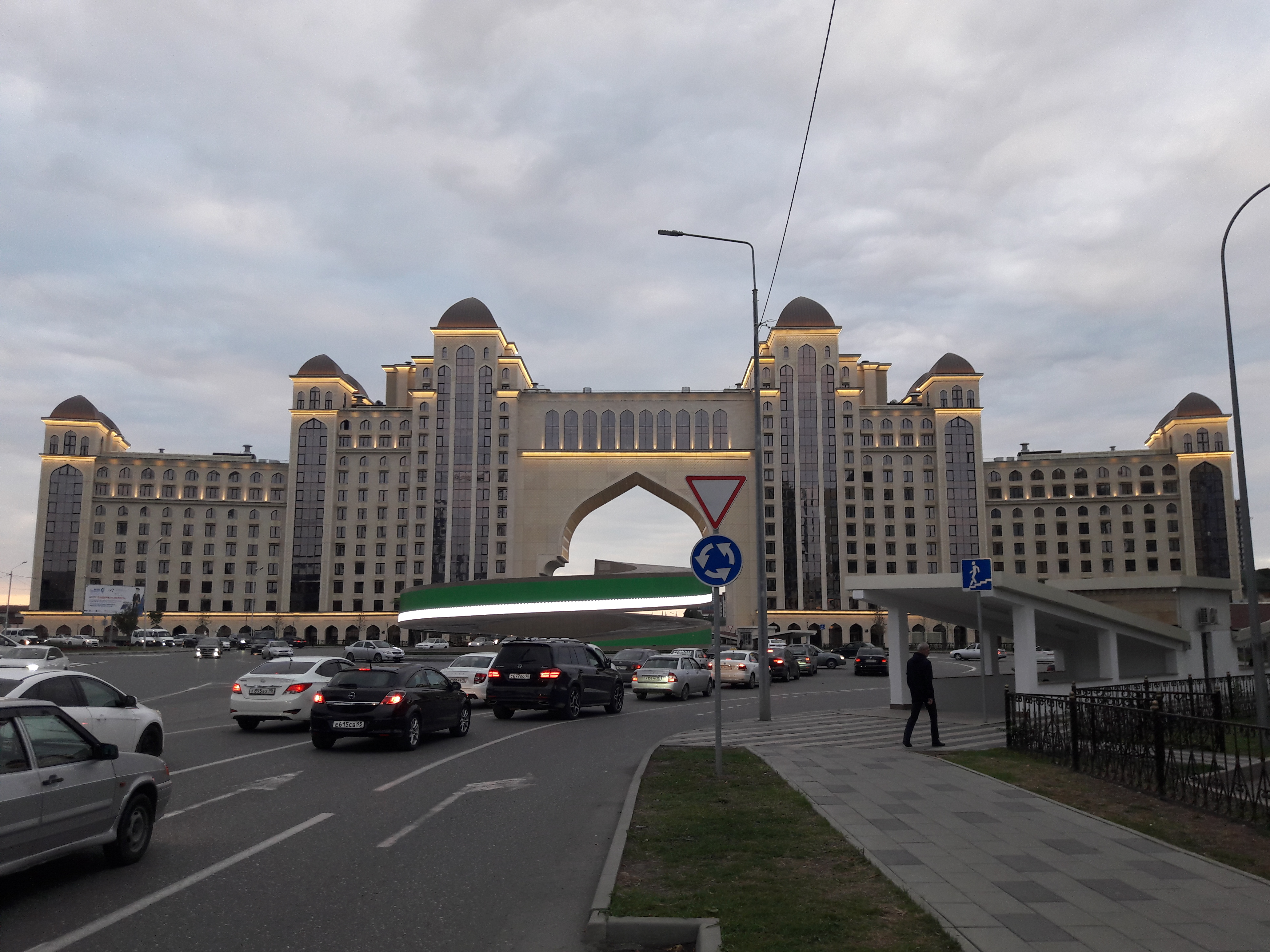
La place Minutka.

## Enseignement
- Université d'État de Tchétchénie

## Sport
La ville abrite le club de football de l'Akhmat Grozny, qui évolue depuis 2008 en première division russe.

## Jumelages
- Ardahan (Turquie)
- Cracovie (Pologne) depuis 1997
- Łuków (Pologne)
- Lviv (Ukraine) depuis 1998
- Odessa (Ukraine)
- Sivas (Turquie)
- Tatabánya (Hongrie)
- Varsovie (Pologne) depuis 1997

## Personnalités
- Artur Sarkisov (1987-), footballeur international

- Djokhar Doudaïev (1944-1996), ancien général de l'armée de l'air
- Gennady Troshev, (1947-2008) colonel général de l'armée russe
- Inal Sherip (1971-), réalisateur et scénariste belge.

- Islam-Beka Albiyev (1988-), lutteur

- Israil Arsamakov (1962-), haltérophile
- Khassan Baiev, (1963-) chirurgien

- Lyudmila Turishcheva (1952-), gymnaste olympique
- Mamed Khalidov (1980-), combattant d'arts martiaux mixtes
- Meseda Bagaudinova (1983-), chanteuse pop
- Tatyana Anisimova (1949-), athlète
- Timour Aliev, journaliste
- Yuriy Radonyak (1935-2013), boxeur
- Liza Oumarova, (1965 -) auteure-compositrice-interprète
- Mouslim Khoutchiev, (1971-)

## Climat
| Mois                  | jan.       | fév.      | mars      | avril     | mai       | juin      | jui.     | août      | sep.      | oct.      | nov.      | déc.     | année      |
| --------------------- | ---------- | --------- | --------- | --------- | --------- | --------- | -------- | --------- | --------- | --------- | --------- | -------- | ---------- |
| T. min. moy.          | −4,2       | −3,7      | 0,8       | 5,7       | 11,5      | 15,9      | 18,2     | 17,9      | 13,4      | 7,3       | 1,4       | −2,5     | 6,8        |
| T. moy. (°C)          | −1,5       | −0,6      | 4,7       | 10,8      | 16,7      | 21,4      | 23,9     | 23,6      | 18,5      | 11,6      | 4,5       | 0,1      | 11,1       |
| T. max. moy.          | 2,3        | 3,7       | 10,1      | 17,3      | 23,2      | 28,2      | 30,8     | 30,6      | 25,1      | 17,2      | 8,8       | 3,5      | 16,7       |
| Rec. de fr. date      | −31,5 1940 | −31 1972  | −19 1985  | −7,6 1948 | −3,1 1949 | 5,6 1967  | 9,2 1992 | 5 1950    | −2,7 1956 | −9,6 1958 | −24 1953  | −27 1945 | −31,5 1940 |
| Rec. de ch. date      | 15,5 2007  | 22,3 2016 | 32,9 2013 | 33,7 1970 | 38,1 1961 | 39,1 1956 | 42 2001  | 41,4 1940 | 40,7 2010 | 32,5 1973 | 23,7 1992 | 18 1961  | 42 2001    |
| Ensol. (h)            | 59         | 67        | 104       | 167       | 219       | 242       | 247      | 234       | 186       | 136       | 68        | 49       | 1 778      |
| Préc. (mm)            | 29         | 24        | 34        | 43        | 67        | 84        | 53       | 48        | 48        | 51        | 36        | 33       | 550        |
| Rec. de pl. (mm) date | 22 1943    | 27 2016   | 30 1964   | 46 1978   | 93 2020   | 78 1953   | 72 1958  | 72 1956   | 91 1956   | 54 2011   | 89 1994   | 43 1994  | 93 2020    |
| J. avec préc.         | 4,9        | 5,2       | 4,9       | 5,1       | 7,2       | 8         | 6,2      | 5,7       | 4,6       | 5,9       | 5,8       | 6,3      | 69,8       |

| Diagramme climatique                                  |           |           |           |            |            |            |            |            |           |          |           |
| J                                                     | F         | M         | A         | M          | J          | J          | A          | S          | O         | N        | D         |
| 2,3−4,229                                             | 3,7−3,724 | 10,10,834 | 17,35,743 | 23,211,567 | 28,215,984 | 30,818,253 | 30,617,948 | 25,113,448 | 17,27,351 | 8,81,436 | 3,5−2,533 |
| Moyennes : • Temp. maxi et mini °C • Précipitation mm |           |           |           |            |            |            |            |            |           |          |           |